# Efflatounaria tottoni
Efflatounaria tottoni är en korallart som beskrevs av Gohar 1939. Efflatounaria tottoni ingår i släktet Efflatounaria och familjen Xeniidae. Inga underarter finns listade i Catalogue of Life.